# 尋寶 (吉卜力動畫)
《尋寶》為日本吉卜力工作室在2011年夏季於吉卜力美術館放映的動畫短片。

## 概要
本作品與吉卜力工作室的2001年短片《捕鯨記》相同；皆改編自1962年由中川李枝子創作、大村百合子繪製的童書《不不幼稚園》。
宮崎駿於約40年前閱讀此繪本的其中一篇章節《尋寶》時，便已有想將此故事改編成動畫的念頭。

## 劇情簡介
在雨後的郊外上，一名小男孩與一隻兔子同時在草堆中發現了一個拐杖。為了決定拐杖要歸誰持有，小男孩勇次與兔子吉克決定用比賽分勝負。
之後小男孩勇次與兔子吉克一起比了賽跑、跳遠、相撲但仍分不出勝負。於是吉克提議一同去找他奶奶來幫忙，請兔子老奶奶利用她的智慧想出兩人能夠比高下的方法，而老奶奶最後提議：「比尋寶」。，兩人的勝負最終到底會如何呢！

## 配音人員
- 小男孩勇次：小山颯
- 兔子吉克：佐藤瑠生亮
- 兔子老奶奶：竹下景子

## 製作群
- 原作：中川李枝子（故事）、大村百合子（繪畫）
- 企劃．構成：宮崎駿
- 製作人：鈴木敏夫
- 美術監督：春日井直美
- 色彩設計：高橋廣美、松島英子
- 色彩協助：保田道世
- 專門檢查：輕部和子、田村雪繪
- 映像演出：奧井敦
- 演出動畫師：稻村武志
- 音樂：未知瑠
- 音響：笠松廣司
- 編集：瀨山武司
- 製作工作室：吉卜力工作室